# Мохаммед, Наим
Наим Мохаммед (англ. Naeem Mohammed; род. 11 ноября 1996) — ганский футболист, нападающий шведского «Хальмстада».

## Клубная карьера
Является выпускником ганской академии «Талега Утрехт» и клуба «Болга Оллстарз», за который выступал в ганской Премьер-лиге. В чемпионате дебютировал 28 мая 2017 года в матче с «Медеамой», появившись на поле в стартовом составе Мохаммед забил единственный мяч своей команды во встрече. В общей сложности нападающий провёл в сезоне девять игр и забил два гола.
Весной 2019 года на правах аренды до конца сезона перешел в шведский «Сандвикен». В матчах первого дивизиона он хорошо себя проявил, поэтому по итогам сезона шведский клуб выкупил права на Наима и подписал с ним полноценный контракт на несколько лет. В сезоне 2022 года в 25 матчах за клуб забил 23 мяча, став лучшим бомбардиром турнира, и привлёк внимание клубов из Алльсвенскана.
14 декабря 2022 года на правах свободного агента перешёл в «Хальмстад», с которым подписал контракт, рассчитанный на три года. Первую игру за клуб провёл 18 февраля в рамках группового этапа кубка Швеции с «Тролльхеттаном», выйдя на замену в середине второго тайма. 2 апреля 2023 года дебютировал в чемпионате Швеции в игре с АИК, заменив на 73-й минуте Александра Юханссона.

## Клубная статистика
| Выступление      | Выступление      | Выступление      | Лига | Лига | Кубки | Кубки | Конт. кубки | Конт. кубки | Разное | Разное | Итого | Итого |
| Клуб             | Лига             | Сезон            | Игры | Голы | Игры  | Голы  | Игры        | Голы        | Игры   | Голы   | Игры  | Голы  |
| ---------------- | ---------------- | ---------------- | ---- | ---- | ----- | ----- | ----------- | ----------- | ------ | ------ | ----- | ----- |
| Болга Оллстарз   | Премьер-лига     | 2017             | 9    | 2    | 0     | 0     | 0           | 0           | 0      | 0      | 9     | 2     |
| Болга Оллстарз   | Итого            | Итого            | 9    | 2    | 0     | 0     | 0           | 0           | 0      | 0      | 9     | 2     |
| Сандвикен        | Дивизион 1       | 2019             | 27   | 8    | 2     | 1     | 0           | 0           | 0      | 0      | 29    | 9     |
| Сандвикен        | Дивизион 1       | 2020             | 29   | 14   | 4     | 1     | 0           | 0           | 0      | 0      | 33    | 15    |
| Сандвикен        | Дивизион 1       | 2021             | 26   | 17   | 5     | 3     | 0           | 0           | 0      | 0      | 31    | 20    |
| Сандвикен        | Дивизион 1       | 2022             | 25   | 23   | 0     | 0     | 0           | 0           | 2      | 0      | 27    | 23    |
| Сандвикен        | Итого            | Итого            | 107  | 62   | 11    | 5     | 0           | 0           | 2      | 0      | 120   | 67    |
| Хальмстад        | Алльсвенскан     | 2023             | 26   | 8    | 4     | 1     | 0           | 0           | 0      | 0      | 30    | 9     |
| Хальмстад        | Итого            | Итого            | 26   | 8    | 4     | 1     | 0           | 0           | 0      | 0      | 30    | 9     |
| Всего за карьеру | Всего за карьеру | Всего за карьеру | 142  | 72   | 15    | 6     | 0           | 0           | 2      | 0      | 159   | 78    |